# Sophie Gengembre Anderson

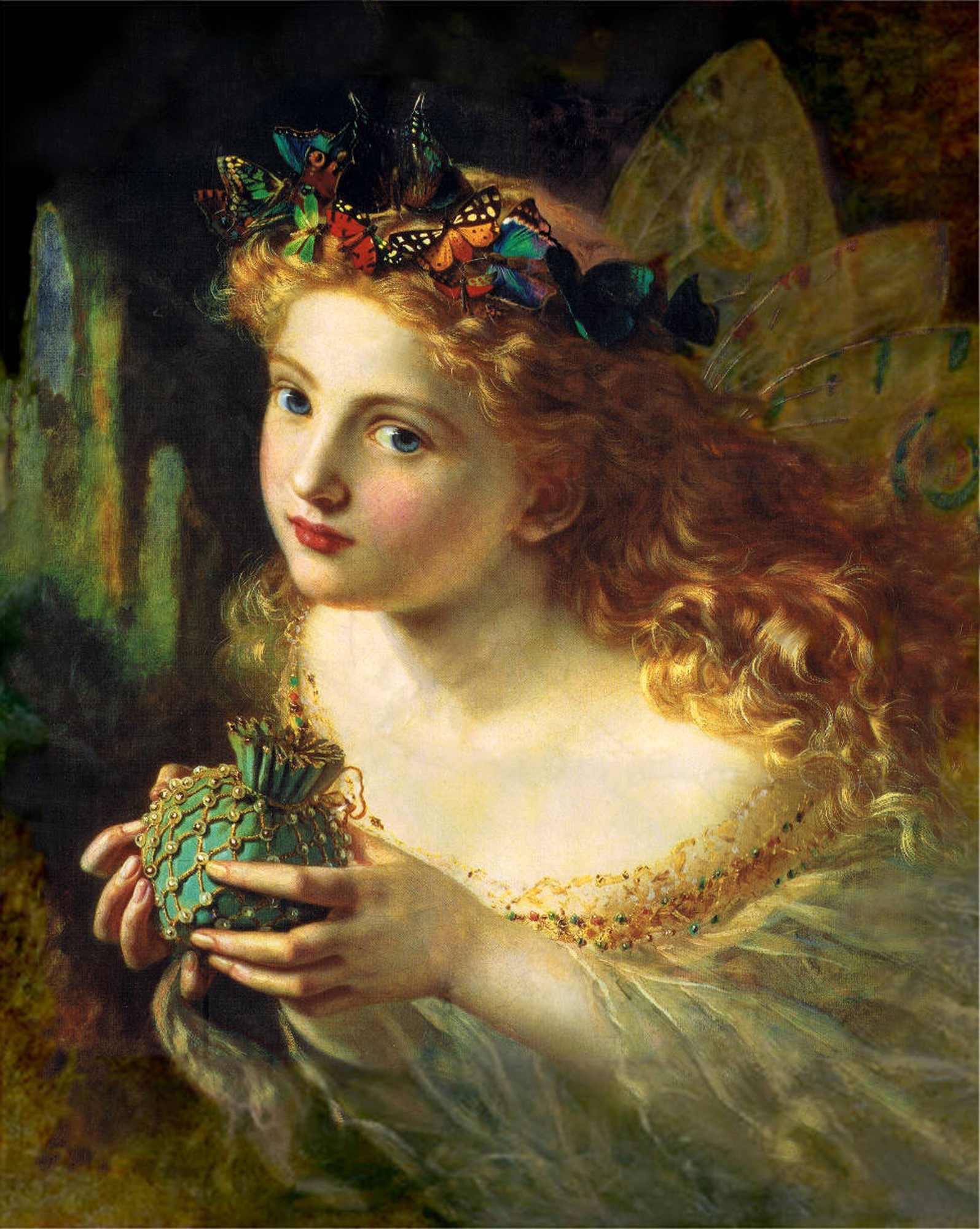
Take the Fair Face of Woman

Sophie Gengembre Anderson (ur. 1823 w Paryżu, zm. 10 marca 1903 w Falmouth) – była angielską artystką, luźno związaną z prerafaelitami.

## Życiorys
Była córką paryskiego architekta Charlesa Gengembre, krótko studiowała malarstwo portretowe w Paryżu w 1843 r., u A. Steubena. Wyjechała z rodziną do Stanów Zjednoczonych uciekając przed rewolucją w 1848 r., by osiąść w Cincinnati. Wyszła za mąż za malarza Waltera Andersona, mieszkała w Londynie i Nowym Jorku i na Capri. Wystawiała w Royal Academy i Society of British Artists.
Malowała przedstawienia kobiet i dzieci w wiejskim otoczeniu. Jej prace cechuje dbałość o szczegóły (tkanin, roślin). W 1890 roku wróciła do Anglii i zamieszkała w Falmouth w Kornwalii i tam została pochowana.

## Galeria

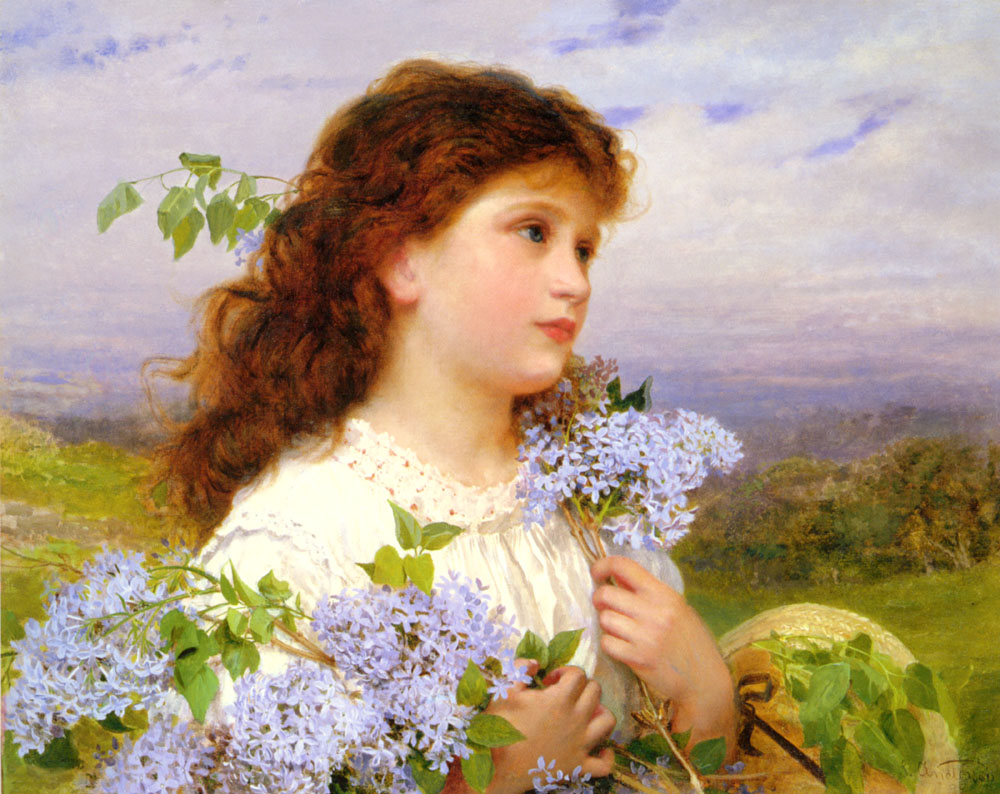
The Time of the Lilacs
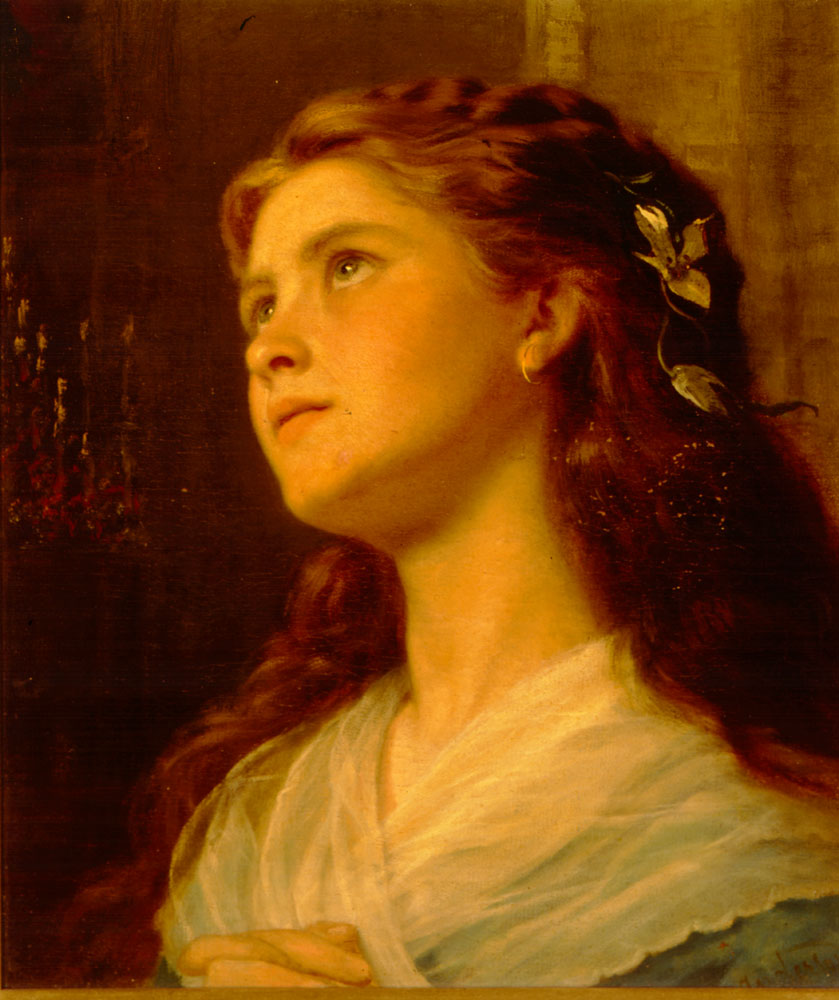
Portrait of a Young Girl
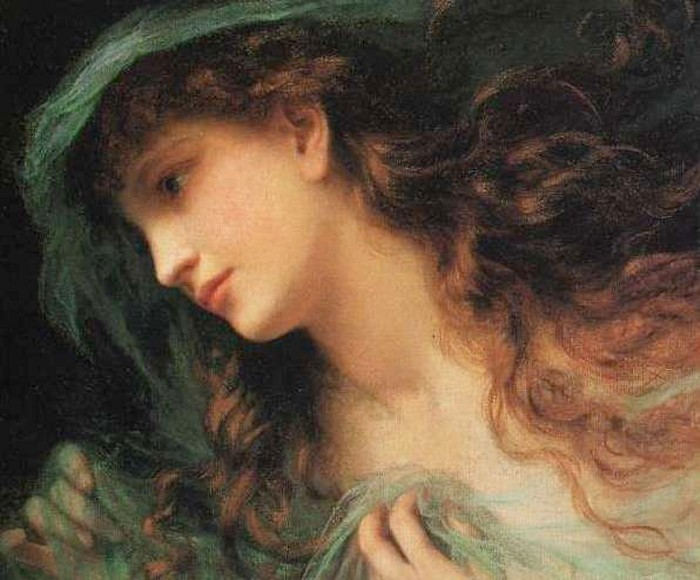
The Head of a Nymph
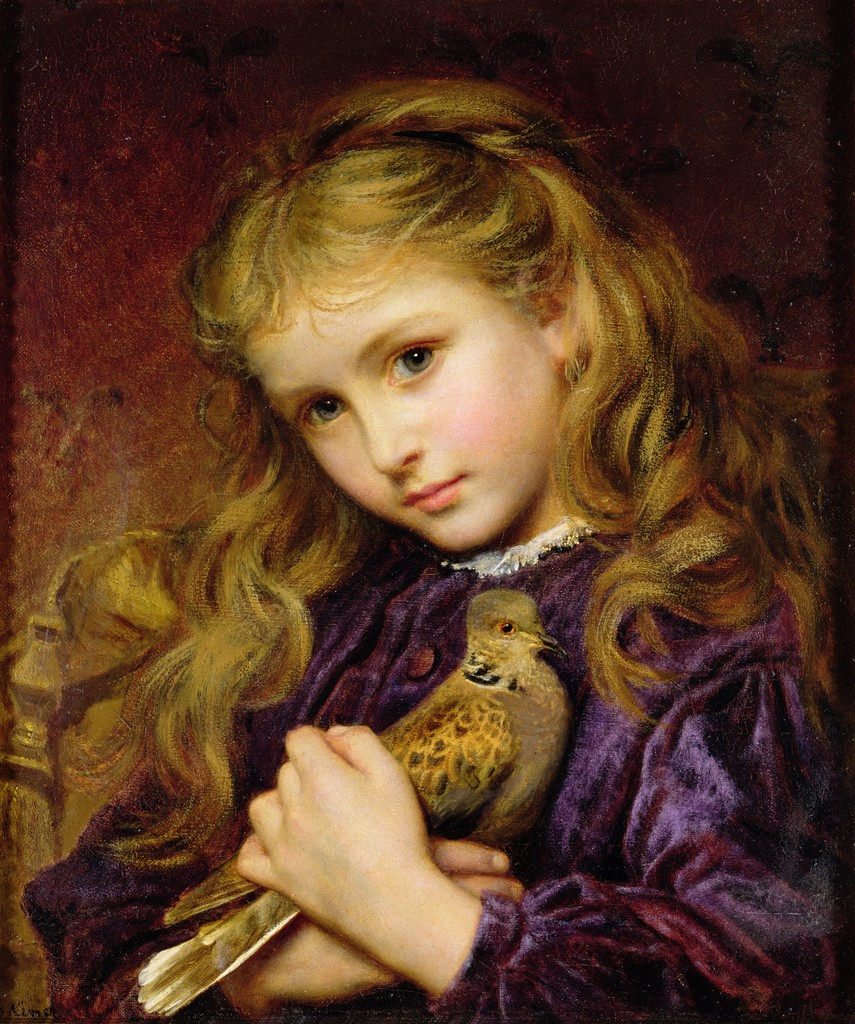
The Turtle Dove Small